# Сврчіновец
Сврчіновец (словац. Svrčinovec) — село в окрузі Чадця Жилінського краю Словаччини. Площа села 15,74 км². Станом на 31 грудня 2015 року в селі проживало 3545 людей.

## Географія
Протікає Шлягоров потік.

## Історія
Перші згадки про село датуються 1658 роком.

## Населення
| Рік:            | 1994. | 2004.    | 2014.   | 2024.   |
| --------------- | ----- | -------- | ------- | ------- |
| Кількість осіб: | 3138  | 3467     | 3560    | 3305    |
| Різниця:        |       | +10,48 % | +2,68 % | -7,16 % |

| Рік:            | 2023. | 2024.   |
| --------------- | ----- | ------- |
| Кількість осіб: | 3339  | 3305    |
| Різниця:        |       | -1,01 % |